# Жилой дом завода «Красное Сормово»
Жилой дом завода «Красное Сормово» — памятник градостроительства и архитектуры на главной пешеходной улице Нижнего Новгорода. Здание построено в период с 1952 по 1954 года по проекту нижегородского архитектора Людмилы Рождественской. Здание является характерным образцом архитектуры соцреализма эпохи сталинской неоклассики. Причислено к объектам культурного наследия регионального значения.

## История
Ко времени революции 1917 года на данном земельном участке располагались одноэтажный каменный дом Е. Я. Пальцевой и одноэтажный деревянный дом с каменным пристроем купца Н. И. Гребенщикова. Данные постройки сохранялись в течение первой половины XX века и фланкировали Болотов переулок (сегодня — продолжение Грузинской улицы).
В 1951 году был объявлен архитектурный конкурс на проект нового жилого дома на данном месте, в котором приняли участие ведущие архитекторы города Горького. Большинство из представленных проектов представляли собой стилизации под неорусскую архитектуру расположенного напротив комплекса Государственного банка. В проектах высота здания колебалась от пяти до семи этажей. По оси улицы Грузинской предусматривался сквозной проезд. В итоге, жюри одобрило проект первой женщины-архитектора Горького Людмилы Рождественской. Её проект предполагал возведение пятиэтажного здания, в котором арка была перенесена с оси Грузинской улицы на ось главного входа в Госбанк, при этом Грузинская улица получала продолжение от улицы Свердлова (сегодня — Большая Покровская улица) до Почаинского оврага в виде внутриквартального проезда.
Дом был построен в период 1952—1954 годов и стал одной из самых удачных вариаций архитектуры жилых домов в Москве на Ленинском проспекте и Смоленской площади, возведённых по проектам академика архитектуры В. И. Жолтовского. После постройки на первом этаже дома располагалась хоровая капелла мальчиков, которой с 1953 по 2001 год руководил народный артист России, почётный гражданин Нижнего Новгорода Лев Сивухин, также в доме с 1955 по 1982 год жил народный артист РСФСР Николай Левкоев, здесь же жила и автор проекта дома.  В советский период дом являлся местом жительства сотрудников завода «Красное Сормово».  
В 2018 году фасад дома был отреставрирован в связи с подготовкой улицы Большой Покровской к Чемпионату Мира по футболу.

## Архитектура
Здание выделяется своей аркой, изяществом декоративных решений и рациональной внутренней планировкой. Граница между аркой, нижними и верхними этажами выполнена в виде гирлянды. Особого внимания заслуживают лепные барельефы флористических мотивов. Ими украшены окна третьего и четвёртого этажей. Акцент в архитектуре здания поставлен на имперские вазоны с лианами листьями, цветами и виньетками, которые сильно контрастируют на фоне строгой геометрии арки, а также проёмов и окон нижних этажей.